# Stadion przy ul. Fabrycznej w Krotoszynie
Stadion przy ul. Fabrycznej – nieistniejący już wielofunkcyjny stadion w Krotoszynie, w Polsce.
Stadion istniał już w okresie międzywojennym i znajdował się przy obecnej ulicy Fabrycznej, w pobliżu stacji kolejowej. Był on wizytowany m.in. przez prezydenta RP, Stanisława Wojciechowskiego. W latach 1965–1968 obiekt został zlikwidowany. Nowy stadion w Krotoszynie powstał przy ulicy Sportowej.
Pod koniec lat 40. XX wieku przy klubie sportowym Astra Krotoszyn powstała sekcja żużlowa. Drużyna ta (pod nazwą Gwardia Krotoszyn ze względu na wstąpienie Astry do zrzeszenia Gwardia) występowała w regionalnych rozgrywkach ligowych motocykli przystosowanych, w 1949 roku zajmując nawet pierwsze miejsce w tabeli. Żużlowcy jeździli po bieżni lekkoatletycznej stadionu. Pod koniec września 1950 roku na tym obiekcie odbył się mecz II ligi żużlowej pomiędzy Włókniarzem Częstochowa, a Włókniarzem Łódź, następnie rozegrano także towarzyski trójmecz z udziałem tychże drużyn oraz zespołu gospodarzy (zakończony zwycięstwem Gwardii). Podobnych zawodów na stadionie w Krotoszynie organizowano więcej. W 1954 roku sekcja żużlowa została rozwiązana.